# San Giusto Canavese
San Giusto Canavese és un comune (municipi) de la ciutat metropolitana de Torí, a la regió italiana del Piemont, situat a uns 30 quilòmetres al nord-est de Torí. A 1 de gener de 2019 la seva població era de 3.355 habitants.
San Giusto Canavese limita amb els següents municipis: San Giorgio Canavese, Feletto, Foglizzo i Bosconero.